# Macédoine

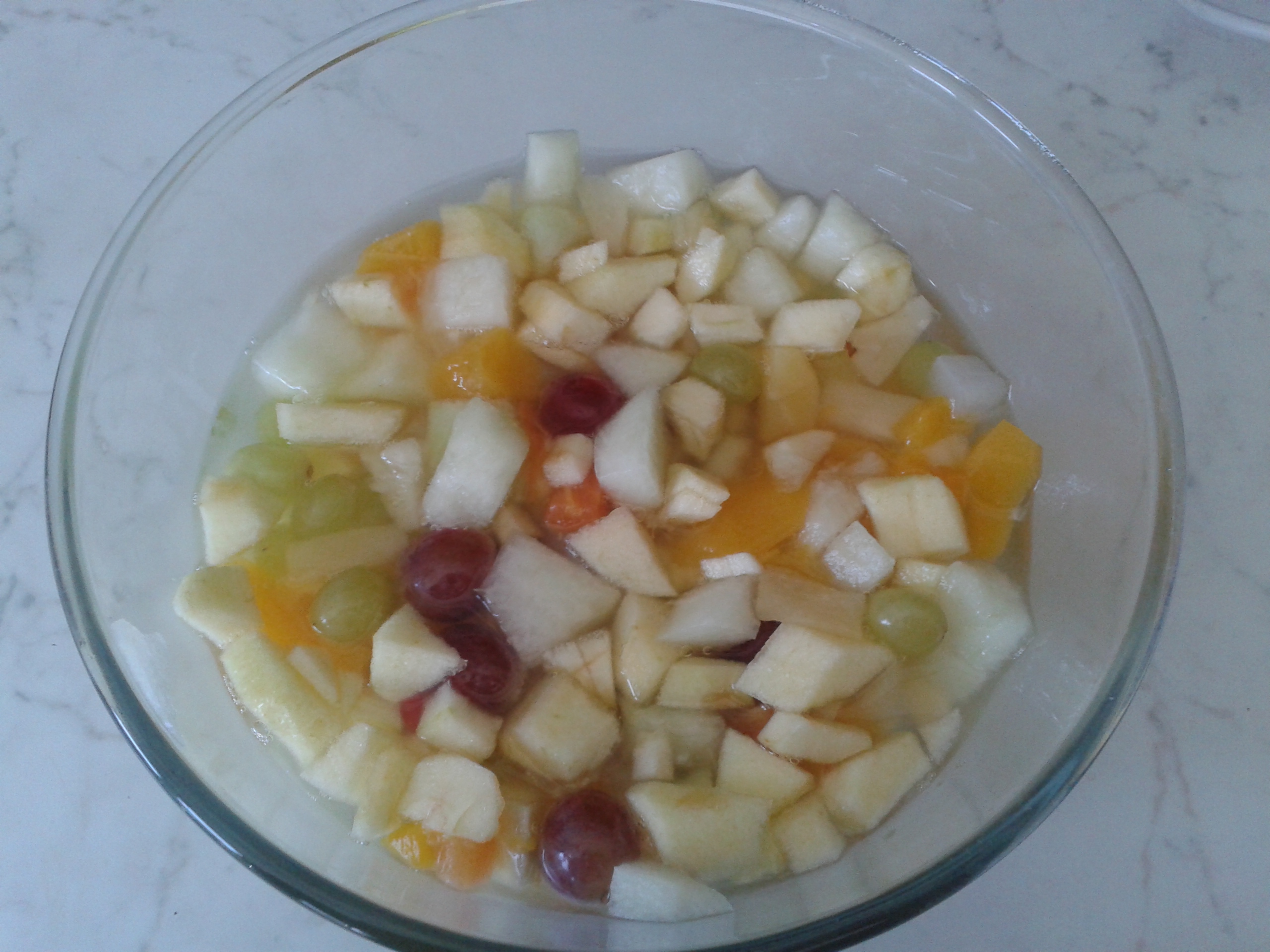
Früchte-Macédoine

Macédoine ist in der französischen Küchensprache die Bezeichnung für eine Mischung von rohem oder gekochtem Gemüse oder auch Obst, die heiß oder kalt serviert werden kann. Der Name macédoine leitet sich von dem Landesnamen Makedonien ab, das aus Kleinstaaten gebildet war, die Alexander der Große erobert hatte.
Für eine Früchte-Macédoine werden in einer Schüssel Früchte der Saison gemischt, mit einem dicken Zuckersirup  übergossen oder jede Fruchtschicht mit feinem Zucker bestreut. Abgeschmeckt wird mit Likör (Kirsch, Maraschino oder anderem). Die Obstschale wird in einen Behälter mit zerstoßenem Eis kalt gestellt serviert. Verwendet werden geschnittene Früchte wie Birnen, Bananen, Aprikosen, Erdbeeren, ganze Himbeeren, blanchierte frische Mandeln usw.
Eine Gemüse-Macédoine besteht aus gekochten und geschnittenen grünen Flageoletbohnen, jungen Erbsen, Karotten und Rüben. Die Gemüsemischung wird zu verschiedenen Speisen verarbeitet: mit Mayonnaise vermischt zum Füllen von Tomaten und zu hartgekochten Eiern, mit Butter als Beilage zu Fleisch- und Geflügelspeisen, mit Aspik zu kalten Platten oder als Grundlage zu russischem Salat. Gemüse-Macédoine (französisch: Macédoine de légumes au beurre oder Macédoine à la creme) mit gekochten Kartoffeln und Butter bzw. Sahne werden mit gehackten Kräutern bestreut serviert.